# Срчани циклус
Срчани циклус је период од почетка једне контракције срца до почетка друге, а сваки почиње генерисањем акционог потенцијала у синусном чвору.

## Трајање срчаног циклуса
Аакциони потенцијал путује кроз обе преткоморе срца, а преко АВ-снопа улази у коморе. АВ-чвор и влакна око њега успоравају провођење акционог потенцијала од преткомора ка коморама за око 0,1 секунду. То успоравање омогућава преткоморама да се контрахују и упумпају крв у коморе пре него коморе отпочну своју контракцију. Срчани циклус је сличан за леву и десну комору, мада постоје временске разлике у ширењу таласа деполаризације, али и значајне разлике вредности притиска у плућној и системској циркулацији (притисак у системској циркулацији је 6-7 пута већи у односу на плућну).
Време трајања срчаног циклуса зависи од фреквенције срчаног рада. При најчешћој срчаној фреквенцији од 70-80 откуцаја у минути, срчани циклус траје око 0,8 секунди (60/75 = 0,8), од чега 2/3 отпада на фазу дијастоле, а 1/3 на фазу систоле. Код особе са срчаном фреквенцијом од 60 откуцаја у минути, срчани циклус износи 1 секунду (60/60 = 1); код особа са фреквенцијом од 70 откуцаја у минути, једнак је 60/70 = 0,85 и тако даље. Срчани циклус има укупно осам фаза, а при фреквенцији од 75 откуцаја у минуту, његово трајање износи 0,8 секунди, при чему на систолу комора отпада 0,3 секунде, а на дијастолу 0,5 секунди. Систола преткомора траје 0,1 секунд, а дијастола 0,7 секунди. Следи приказ свих фаза срчаног циклуса при нормалној фреквенцији од 75 откуцаја у минути.
Систолна комора (0,3 секунде)
- Фаза изоволуметријске контракције (0,05 s)
- Фаза избацивања крви (0,25 s)
- фаза брзог избацивања крви, тј. брзе ејакулације (око 0,10 s)
- фаза спорог избацивања (0,15 s)

Дијастолна комора (0,5 секунди)
- Протодијастолична фаза (0,04 s)
- Фаза изоволуметријске релаксације (0,08 s)
- Рана фаза брзог пуњења (0,09 s)
- Фаза лаганог пуњења- дијастаза (0,19 s)
- Пресистолична фаза (касна фаза брзог пуњења- око 0,1 s)

## Систолна комора.[13]
- Изоволуметријска контракција је прва фаза којом започиње систолна комора, а настаје око 50 милисекунди после QRS комплекса (који означава деполаризацију комора). За време ове фазе комора је пуна крви; АВ-залисци се затварају, a семилунарни се још нису отворили. Долази до наглог пораста притиска у комори и до појаве првог срчаног тона (систолни).[14]
- Фаза избацивања крви настаје када притисак у левој комори порасте изнад притиска у аорти, аортни залисци се тада отварају и долази до избацивања крви из леве коморе у аорту. Исти догађаји одигравају се и у десном срцу, тј. плућном крвотоку. Ова фаза се може поделити на ранију (краћу), тј. фазу брзог избацивања и каснију (дужу), односно фазу спорог избацивања.[15]
- За време III фазе спорог избацивања (касне систоле) започиње релаксација мускулатуре комора и долази до пада притиска у њима. Иако притисак у коморама пада на вредности испод аортног, крв наставља споро да истиче из леве коморе у аорту услед инерције тока крви према напред, што је омогућено инерцијалном акцелерацијом у раној фази систоле.[16]

## Дијастолна комора.[17]
При нормалној срчаној фреквенцији од 75 откуцаја у минути, дијастола комора траје 0,5 s (500 ms) и дели се на пет фаза.
- Протодијастола означава крај систоле. Она представља моменат када долази до тенденције промене тока крви из аорте у леву комору. У том моменту тенденције крви за супротним током долази до одвајања листова семилунарних залистака од зида аорте почетка и настанка другог срчаног тона. Траје 0,04 s.
- Фаза изоволуметријске релаксације је друга фаза дијастоле, где долази до затварања семилунарних залистака, а АВ-залисци се још нису отворили. Током ове фазе, волумен крви у коморама је најмањи, а услед одвајања, лепршања и затварања семилунарних залистака, настаје други срчани тон (дијастолни, С2). Карактерише се релаксацијом коморске мускулатуре и падом притиска у њима, спуштањем базе срца и повећавањем преткомора. При томе не долази до промене волумена комора, а притисак у њима је близу нуле, па и испод нуле - најмањи притисак у току срчаног циклуса. Траје 0.08 s.[20]
- Рана фаза брзог пуњења настаје услед драстичног пада притиска у претходној фази. Тада долази до отварања АВ-залистака и наглог преласка крви из преткомора у релаксиране коморе. Брзи прелазак крви из преткомора у релаксиране коморе доводи до пада притиска у преткоморама и наглог повећања коморског волумена. У овој фази настаје трећи срчани тон (С3) због вибрација изазваних брзим и наглим уласком крви кроз митрално ушће. Траје 0,09 s.
- Фаза лаганог пуњења (дијастаза) је најдужи период при нормалном трајању срчаног циклуса и износи око 0,19 s код фреквенције од 75 откуцаја у минути. Крв која венским приливом долази у преткоморе пасивно утиче на коморе и додатно их пуни, уз незнатан пораст притиска у преткоморама и коморама (претакање крви из преткомора у коморе).
- Пресистоличка фаза (касна фаза брзог пуњења) настаје као резултат систоле преткомора и траје око 0,1 s. У овој фази настаје четврти срчани тон (С4) и благи пораст преткоморског, коморског и венског притиска, што се на флебограму појављује као а-талас. Поред тога, коморски волумен се може повећати за 20-30 процената. Пошто је контракцијом преткомора у овој фази дошло до брзог пуњења комора крвљу, волумен и притисак у њима се нагло повећавају и АВ-залисци се затварају. Притисак крви у коморама на завршетку систоле преткомора и затварање АВ-залистака назива се вентрикуларни енд-дијастолни притисак (VEDP). У нормалним условима, он је у левој комори мањи од 12 mmHg, и мањи од 5 mmHg у десној комори. Волумен крви у комори непосредно пред почетак њене контракције назива се вентрикуларни енд-дијастолни волумен (VEDV), који нормално износи 120-140 ml. Количина крви која остаје у комори на крају ејекционе фазе назива се вентрикуларни енд-систолни волумен (VESV), тј. резидуални волумен, и нормално износи 40-60 ml.

## Ударни волумен
Ударни волумен представља количину крви која се избацује из коморе при свакој систоли и нормално је једнак VEDV минус VESV, односно 70-80 ml у миру. Дељењем вредности ударног волумена са VEDV, добија се ејекциона фракција, која нормално износи 60%-70% (0,60-0,70), али може се значајно смањити код болесника са дисфункцијом комора.